# Могитич Роман Іванович (архітектор)
Рома́н Іва́нович Моги́тич (нар. 27 березня 1955, Львів) — український вчений, архітектор, реставратор. Член Спілки архітекторів України (2003). Член Українського комітету Міжнародної ради з охорони пам'яток та історичних місць (ICOMOS) (1994).

## Освіта і наукові ступені
- 1972 року закінчив львівську середню загальноосвітню школу № 80.
- 1978 року закінчив Львівський політехнічний інститут за спеціальністю «архітектура»,
- 2003 року захистив дисертацію канд. архітектури на тему «Розвиток урбаністичного середовища львівського Середмістя у 2 половині XIII — на початку XX століть».

## Кар'єра
- у 1976—1981 роках — архітектор проектно-конструкторського бюро (СПКБ) Львівського політехнічного інституту.
- з 1981 — старший архітектор, керівник групи, керівник майстерні, а від 2006 року — заступник директора з наукової роботи інституту «Укрзахідпроектреставрація».

## Викладацька і наукова робота
- 1994/1995 навчальний рік — старший викладач,  працював у Державному університеті «Львівська політехніка» (за сумісництвом);
- 2006/2007 навчальний рік — доцент, працював в Українській академії дизайну (за сумісництвом);
- З 2010 року  доцент кафедри архітектури та реставрації НУ «Львівська Політехніка» (за сумісництвом).

Сфера наукових зацікавлень — історія архітектури та урбаністики Галичини.

## Родина
Син Могитича Івана Романовича, онук Могитича Романа Івановича.

## Список наукових праць
Є автором близько 70 наукових статей у галузі історії архітектури, містобудування, археології:
1. Літописний Звенигород. // Пам'ятки України. — № 3. — Київ, 1986. — С. 42—44 (співавтор В. Чорноус).
2. До питання про закладення львівського Середмістя.// Молоді учені-суспільствознавці УРСР — 70-річчю великого жовтня.(тези республіканської науково- теоретичної конференції 17—18 грудня 1987 р.). — С. 144—145.
3. Архітектурно- археологічні дослідження у с. Збручанському Борщівського району Тернопільської обл. та м. Дрогобичі Львівської обл. — Звіт про роботи, проведені у 1988 р.
4. Нове про давньоруський Дрогобич. // Жовтень. — № 11. — Львів, 1989. — С. 114—118. (співавтор І. Могитич).
5. Архітектурно-археологічні дослідження замку у м. Корці Рівненської обл. Звіт за 1989 р.
6. Особливості техніки мурування і архітектурних форм Галицько-Волинського зодчества (XXIV ст.). // Археологія. — 1990. — № 4. — С. 56—68. (співавтор І.  Могитич).
7. До питання становленя шкіл будівництва з брускової цегли в Галицько-Волинській Русі XII — XIV ст. // Екологія культури: історія, традиції, сучасність (Тези доповідей та повідомлень молодіжної конференції 11—12 травня 1990 р.) — Львів, 1990 — С. 23—24.
8. Яким був стольний Львів? До суперечки про львівське будівництво XIII-XIV століть // «Дзвін». № 6. Львів, червень 1991.
9. Архітектурно-археологічні дослідження у с. Дунаїв Перемишлянського р-ну Львівської обл. Звіт за роботи, проведені у 1991 р.
10. К вопросу о планировке львовского Средместья. / Архитектурное Наследство № 39. — Москва: ARCHITECTURA, 1992. — С. 135—138.
11. Архітектурно-археологічні дослідження крипт Преображенської церкви у Львові : археологічний звіт за 1992 р. Зберігається в Управління охорони історичного середовища м. Львова. справа: вул. Краківська, 21. — 18 с (співавтор З. Горбач).
12. Про початки Львова та гіпотези його давнього планування в історичній літературі. // Урбаністично-архітектурні проблеми міст Галичини (тези доповідей 2-ї Українсько-польської наукової конференції) — Львів-Тисовець, 14—18 жовтня 1992. — С. 51—52.
13. Вулиця літописного Звенигорода. // Нові матеріали з археології Прикарпаття та Волині. Випуск 2. — Львів, 1992. — С. 86—88.
14. Львів- місто фортеця. // Віче, № 15,16. — Львів, 1993.
15. Підгайці (історико-містобудівельний нарис) // Вісник УЗПР. Ч. 1, — Львів, 1993 — С. 17—22. — 3 іл.
16. Церква з княжої доби над Збручем. // Вісник УЗПР. Ч. 1, — Львів, 1993 — С. 23—32. — 3 іл. (співавтори І. Могитич, В. Мовчан).
17. Елементи регулярного планування у містах княжої Галичини. //Галицько-Волинська держава. Передумови виникнення, історія, культура, традиції. — Львів, 1993. — С. 90—91.
18. Центричні храми княжої Волині. Нові риси будівельної технології кінця XII століття.// Галицько-Волинська держава. Передумови виникнення, історія, культура, традиції. — Львів, 1993. — С. 74—76. (співавтор І. Могитич).
19. Архітектурно-археологічні розвідки у с. Дунаїв Перемишлянського р-ну Львівської області.// Археологічні дослідження в Україні 1991 р. — Луцьк: «Надстир'я», 1993. — С. 70—71
20. Корецький замок // Вісник УЗПР. Ч. 1, — Львів, 1993 — С. 33—37. — 5 іл. (співавтор І. Фуголь)
21. Могитич І., Могитич Р., Мовчан Я. Церква з княжої доби в селі Новосілка // Літопис Борщівщини. Історико-краєзнавчий збірник / ред. М. Сохацький та І. Скочиляс. — Борщів : КТ «Джерело», 1993. — Вип. 4.
22. Планувальна структура львівського Середмістя і проблеми його датування.// ЗНТШ, Т. CCXXVII. — Львів: вид. НТШ, 1994. С. 279—288.
23. Бібрка. (княжа доба у планувальній структурі західноукраїнських міст). // Вісник УЗПР, Ч. 2, — Львів, 1994 — С. 3—9 — 3 іл.
24. Звенигород (княжа доба у планувальній структурі західноукраїнських міст). // Вісник УЗПР / Ч. 3. — Львів, 1995 — С. 5—17 — 6 іл.
25. Головна площа Галича. // Вісник УЗПР. Ч. 5, — Львів, 1996 — С. 12—15. — 1 іл.
26. Рогатин у системі історичних шляхів. // Вісник УЗПР. Ч. 5, — Львів, 1996 — С. 24—26. — 1 іл.
27. Проблеми початків львівського середмістя у світлі документів та історіографії // Урбаністично-архітектурні проблеми міст Галичини. -Львів: Державний університет «Львівська політехніка», 1996. -СС. 91—93.
28. К вопросу о становлении школ строительства из брусчатого кирпича в Галицко-Волынской Руси XII-XIV веков. // Проблемы изучения древнерусского зодчества (по материалам архитектурно-археологических чтений, посвященных памяти П. А. Раппопорта 15—19 января 1990 г.). — Санкт Петербург, 1996. С. 86—87.
29. Архітектурно-археологічні дослідження втраченого кварталу у Жовкві // Археологічні дослідження на Львівщині у 1995 р. — Львів: «ФІРА-люкс», 1996. С. 55—56 (співавтор А. Мартинюк)
30. Нові риси програм регенерації середовища великого історичного міста (на прикладі Чернівців). // Охорона історико-культурної спадщини: історія і сучасність (тези доповідей науково-практичної конференції, присвяченої 30-річчю УТОПІК, 18 грудня 1996 р. м. Київ). — С. 54—56.
31. Сучасні проблеми церковного будівництва в Україні. // Охорона історико-культурної спадщини: історія і сучасність (тези доповідей науково-практичної конференції, присвяченої 30-річчю УТОПІК, 18 грудня 1996 р. м. Київ). — с. 64—66 (співавтор І. Могитич)
32. Кам'яниця Іловича у Львові (вул. Вірменська,3). Планувальний розвиток на підставі архівних матеріалів XVI-XVIII ст. .// Вісник інституту "Укрзахідпроектреставрація", Ч. 6. — Л.: вид. УЗПР, 1997. — С. 107—113.
33. Захисні рубежі Великого Галича. // Вісник інституту "Укрзахідпроектреставрація", Ч. 6. — Л.: вид. УЗПР, 1997. — С. 15—18. 5 іл. (співавтор — І. Могитич)
34. Архітектурно-археологічні дослідження міста Теребовлі Тернопільської обл. // Вісник інст. «Укрзахідпроектреставрація», Ч. 6. — Л, 1997. — С. 19—22. (співавтор — З. Лагуш)
35. Обгрунтування підстав занесення Львова до світової спадщини. У співпраці з Управлінням охорони історичного середовища м. Львова. (офіційний документ для представлення в UNESCO). — Львів, 1996—1997.
36. Розкопки на площі І. Підкови у Львові // Вісник інст. «Укрзахідпроектреставрація», Ч. 8. — Львів: вид. УЗПР, 1997. — С. 67—71.
37. Розвиток міських функцій середньовічного Львова. // Вісник інст Укрзахідпроектреставрація", Ч. 8. — Львів: вид. УЗПР, 1997. — С. 49—52.
38. Преображенська церква. Альбом з циклу «Історико-архітектурний атлас Львова». — Львів: «Центр Європи», 1997.
39. Священний дуб у давньому Львові. // Історія релігій в Україні. Матеріали VIII міжнародного круглого столу 11—13 травня 1998 р. -Львів, 1998. — С. 151—153.
40. Історична топографія Теребовлі // Вісник УЗПР. Ч. 10, — Львів, 1999 — С. 27—36 — 3 іл.
41. Найстаріша міська книга про будівництво Львова у XIV столітті // «Галицька Брама», 1999. — Ч. 11—12 (59—60). — С. 6—8.
42. Стефан Львович, або ж як львів'яни гору перенесли. //«Галицька Брама», Ч. 9—10 (57—58). Львів, 1999. — С. 16—17.
43. Архітектурно-археологічні дослідження підземель Преображенської церкви у Львові. // Львівський археологічний вісник. 4.1 — Львів, 1999. — С. 101—103.
44. Архітектурно-археологічні дослідження у м. Жовкві. //Львівський археологічний вісник. 4.1. — Львів, 1999. — С. 170—174. (співавтори В. Конопля, В. Оприск)
45. Розвиток планувальної структури північно-західної частини львівського Середмістя (до кінця XIV ст) .// Вісник інст. «Укрзахідпроектреставрація» Ч. 11. — Львів: вид. УЗПР, 2000. — С. 15—22.
46. Теребовля (штрихи історичної топографії) // Археологічні студії № 1. — Чернівці, 2000 — С. 132—141.
47. Низький замок у Львові. До питання реконструкції первісного вигляду // Вісник інст. «Укрзахідпроектреставрація», Ч. 11. — Львів: вид. УЗПР, 2000 — С. 49—58.
48. Архітектура Галицької землі княжого періоду // Народознавчі зошити, № 2, — Львів: вид. інст. Народознавства 2000. — С. 202—212 (співавтор І. Могитич).
49. Миколаєвичівська кам΄яниця у Львові (історично-архітектурна реконструкція на підставі архівних джерел XVI — XVIII століть) // ЗНТШ, Т. CCXLI. — Львів: вид. НТШ, 2001. — С. 474—494.
50. Містобудівельний розвиток Чернівців у XIV-XIX ст. // Вісник УЗПР., Ч. 12. — Львів, 2002. — С. 68—75, 1 іл.
51. Дослідження фрагменту валу на вул. Павла Римлянина, 3 у Львові. // Вісник УЗПР., Ч. 12. — Львів, 2002. — С. 164—169, 6 іл.
52. Проблеми використання матеріалів Центрального Державного Історичного архіву України у м. Львові для реставрації пам'яток архітектури львівського Середмістя // Тези міжнар. Форуму реставраторів «Традиційні та новітні технології консервації та реставрації творів мистецтва» — Львів: «СПОЛОМ», 2002. — С. 25—30.
53. Передмістя самоврядного Львова у першій половині XVII століття. // Вісник УЗПР, ч. 13. — Львів, 2003. — С. 33—51. — 2 іл.
54. Високий замок у Львові. До питання історії та реконструкції. — Вісник УЗПР, ч. 15. — Львів, 2005. — С. 99—119, 18 іл.
55. Писемні документи Центрального Державного історичного архіву України у м. Львові до історії міського будівництва у XVI- XVIII ст. // ЗНТШ, Т. CCXLIX. — Львів, 2005. — С. 517—534.
56. До портрету Івана Могитича. Дещо з історії львівської реставрації 1960-х рр. Вісник УЗПР, Ч. 16 — Львів, 2006. — С. 149—178. 14 іл.
57. Prawo niemieckie а formowanie dzielnic miast o kształtach regularnych na ziemiach ruskich w XIII–XIV wieku.// Procesy lokacyjne miast w Europie śródkowo-wschodniej. — Wrocław: Wydawnictwo Uniwersytetu Wrocławskiego, 2006. — S. 257—278. 10 ryc.
58. Урбаністичне середовище Львова У XVI — 2 пол. XVII ст. // Вісник УЗПР. Ч. 16. — Львів, 2006.
59. Витоки мурованої оборонної архітектури України. // Середньовічні і ранньомодерні оборонні споруди Волині. — Кременець, 2006. — С. 64—73. 11 іл.
60. Еволюція архітектурних форм і будівельної техніки у християнській храмовій архітектурі. // Релігія і церква в історії Волині. — Кременець, 2007. — С. 209—222. 4 табл. ілюстрацій
61. Дослідник давньої архітектури Іван Могитич // Матеріали і дослідження з археології Прикарпаття і Волині. Випуск 12. Львів, 2008. — С. 454—457. (Співавтор Л. Мацкевий).
62. Особливості пізньосередньовічної рядової забудови Львова, проблеми та практика її реставрації.
63. Проблеми сучасної консервації та реставрації Матеріали та тези доповідей 2-го міжнародного форуму реставраторів у Львові. — Львів, 15—18 травня 2008 р.
64. Архітектура і містобудування доби середньовіччя (ХІІІ — початку XVI ст.) // Архітектура Львова. Час і стилі XIII — XXI ст. Львів: «Центр Європи», 2008. — С. 42—79.
65. Передміські укріплення Львова // Вісник УЗПР. Ч. 18. — Львів, 2008. — С. 106—116.
66. Ліктьовий податок 1767 р у Львові. Ідентифікація забудови за сучасними адресами // Вісник УЗПР. Ч. 19. — Львів, 2009. — С. 22—34.
67. Будівельний кошторис 1637 р. на побудову крамнички на пл. Ринок у Львові // Вісник УЗПР. Ч. 19. — Львів, 2009. — С. 236—240.
68. Археологічні дослідження на вул. Краківській-Вірменській у 2007 р. (у співавторстві з В. Шишаком, Н. Войтовичем) // Фортеця. Збірник заповідника «Тустань» на пошану Михайла Рожка. — Львів: КАМУЛА, 2009. — С. 394—403.
69. Науково-дослідні, проектні та реставраційні роботи на замку в Меджибожі у 2004—2008 рр. (співавтор О. Василина) // Стародавній Меджибіж в історико-культурній спадщині України. Матеріали другої науково-краєзнавчої конференції. Частина II. — Меджибіж-Хмельницький, 2009 р — С. 288—291.
70. Василівська ротонда — лицарський храм Волині. (серія Золота діадема Волині)- Луцьк, 2010
71. Особливості вирішення верхніх частин у мурованих твердинях Руського королівства 2 пол. XIII ст. // Старий Луцьк. Науково-інформаційний вісник ЛДІКЗ. — Льцьк: «Терен», 2011. — С. 431—442.
72. Завершення мурованих стін у твердинях Руського королівства другої половини XIII ст. // Княжа доба: історія і культура — Львів, 2011. Вип. 4 — С. 232—245.
73. Завершення мурованих стін Кременецького та Львівського замків // Замки України: дослідження, збереження, використання. Матеріали міжнародної науково-практичної конференції, Галич, 3 листопада 2001 р. — Галич, 2011 — С. 40—56.

## Основні проектні роботи
1. Історико-архітектурні опорні плани міст: Бережани, Берестечко, Бібрка, Болехів, Буськ, Бучач, Володимир, Галич, Глиняни, Городенка, Городок, Долина, Дрогобич, Дубно, Збараж, с. Звенигород, Калуш, Коломия, Корець, Кременець, Миколаїв (Льв. обл.), Мукачево, с. Нагуєвичі, с. Пересопниця, Підгайці, Рава Руська, Рогатин, Самбір, Скала Подільська, Снятин, Тлумач, Теребовля, Тернопіль, Хотин, Чернівці.
2. Генеральні плани розвитку заповідників: Бережанський ДІАЗ, Володимирський ДІАЗ, «Старий Галич», Старий Луцьк, Збаразький ДІАЗ, Кременецько-Почаївський ДІАЗ.
3. Проекти реставрації: костел Кременецького ліцею, костел Станіслава у м. Заліщики, Домініканський костел в Тернополі, фрагмент муру Високого замку у Львові, замок у Межибожі, замок у Кременці та інші.